# Episodi di Runaways (seconda stagione)
La seconda stagione della serie televisiva Runaways, composta da 13 episodi, è stata pubblicata negli Stati Uniti da Hulu il 21 dicembre 2018. 
In Italia la stagione è stata distribuita su Disney+ il 24 marzo 2020. Viene trasmessa in chiaro dal 4 maggio 2020 su Rai 4.
| n. | Titolo originale | Titolo italiano    | Pubblicazione USA | Pubblicazione Italia |
| -- | ---------------- | ------------------ | ----------------- | -------------------- |
| 1  | Gimme Shelter    | Cercasi Rifugio    | 21 dicembre 2018  | 24 marzo 2020        |
| 2  | Radio On         | Radio On           | 21 dicembre 2018  | 24 marzo 2020        |
| 3  | Double Zeros     | Doppi Zeri         | 21 dicembre 2018  | 24 marzo 2020        |
| 4  | Old School       | Vecchia Scuola     | 21 dicembre 2018  | 24 marzo 2020        |
| 5  | Rock Bottom      | Sul Fondo          | 21 dicembre 2018  | 24 marzo 2020        |
| 6  | Bury Another     | Un'altra Sepoltura | 21 dicembre 2018  | 24 marzo 2020        |
| 7  | Last Rites       | Ultimi Riti        | 21 dicembre 2018  | 24 marzo 2020        |
| 8  | Past Life        | Vita Passata       | 21 dicembre 2018  | 24 marzo 2020        |
| 9  | Big Shot         | Colpo Grosso       | 21 dicembre 2018  | 24 marzo 2020        |
| 10 | Hostile Takeover | Scambi Ostili      | 21 dicembre 2018  | 24 marzo 2020        |
| 11 | Last Waltz       | L'ultimo Valzer    | 21 dicembre 2018  | 24 marzo 2020        |
| 12 | Earth Angel      | Angelo sulla Terra | 21 dicembre 2018  | 24 marzo 2020        |
| 13 | Split Up         | Separati           | 21 dicembre 2018  | 24 marzo 2020        |